# Chrysogorgia dichotoma
Chrysogorgia dichotoma is een zachte koraalsoort uit de familie Chrysogorgiidae. De koraalsoort komt uit het geslacht Chrysogorgia. Chrysogorgia dichotoma werd in 1906 voor het eerst wetenschappelijk beschreven door Thomson & Henderson.